# Actinodendridae
Famille
Les Actinodendridae sont une famille d'anémones de mer de l'ordre des Actiniaria.

## Liste des genres
Selon World Register of Marine Species (11 décembre 2014) :
- genre Actinodendron — 5 espèces
- genre Actinostephanus — 1 espèce
- genre Megalactis Hemprich & Ehrenberg, 1834 — 3 espèces

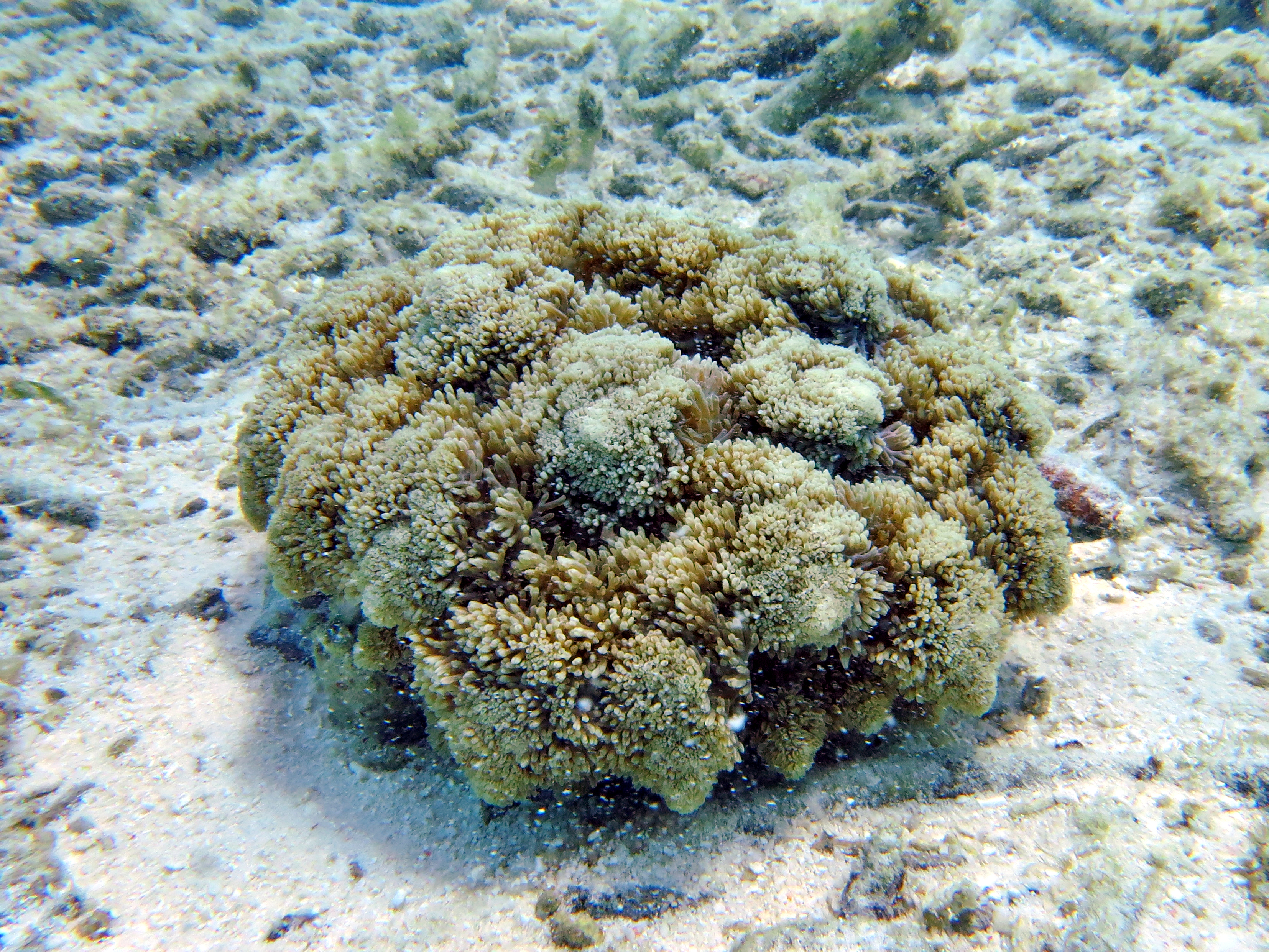
Actinodendron arboreum
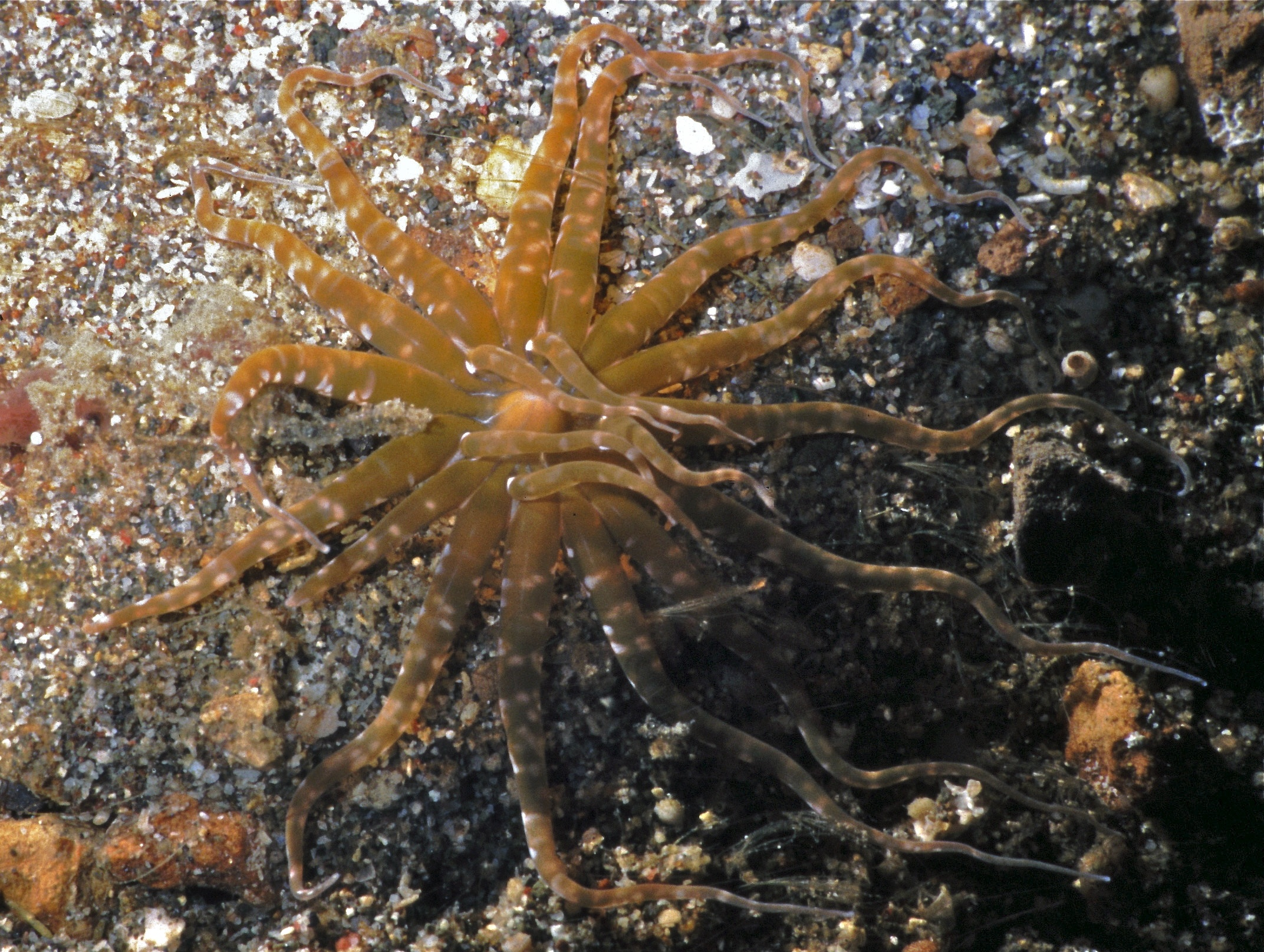
Actinostephanus haeckeli